# Люцерна щитоподібна
{{#ifeq:0|0|{{#if:Medicago scutellata|{{#if:|[[]}}|[[]]}}}}
Люцерна щитоподібна (Medicago scutellata) — вид квіткових рослин з родини бобових (Fabaceae).

## Морфологічна характеристика
Багаторічник чи однорічник, 15–50 см заввишки, зазвичай висхідний, густо вкритий залозистими і простими волосками. Листочки 10–25 × 5–12 мм, обернено-яйцеподібні, яйцеподібні чи зворотно-ланцетні, з зубчастим краєм, зверху голі. Квітки 6–9 мм завдовжки, зібрані в 1–3-квіткові китиці. Зубці чашечки довжиною як трубка. Віночок менше 2 × чашечки. Боби чашоподібні (з одного боку плоскі, з іншого — опуклі), заввишки 7–15 мм, з залозистими волосками, витків 5–7, кожен виток охоплює наступний.

## Поширення
Росте у Середземноморсько-чорноморському регіоні (Алжир, Боснія і Герцеговина, Хорватія, Кіпр, Чехія, Франція (у т. ч. Корсика); Греція (у т. ч. Східно-Егейські о-ви, Крит), Угорщина, Ізраїль, Італія (у т. ч. Сардинія, Сицилія), Йорданія, Ліван; Лівія, Мальта, Молдова, Чорногорія, Марокко, Північна Македонія, Палестина, Португалія, Сербія, Словаччина, Словенія, Іспанія (у т. ч. Балеарські острови), Швейцарія, Сирія, Туніс, Туреччина (в Європі й Азії), Україна); інтродуковано до Японії, Аргентини, Уругваю, Мериленду, Австрії та Бельгії. Зустрічається переважно на луках і узліссях, однак також росте на полях як бур'ян культурних культур, на рівнинах, узбіччях доріг, сухих схилах пагорбів і в прибережних регіонах; процвітає на більшості типів ґрунтів, особливо на важких і суглинистих ґрунтах, однак вид чутливий до заболочування.
В Україні вид росте на засмічених місцях, узліссях — на заході Лісостепу, рідко; на Лівобережжі (м. Дніпропетровськ) та в Криму (ок. Севастополя та Балаклави).

## Використання
Medicago scutellata призначений для використання як корм і є потенційним донором генів для покращення культивованої люцерни, M. sativa subsp. sativa і M. truncatula. Його також використовують для поліпшення ґрунту та захисту від вітрової ерозії, як супутню культуру та як гарнір до салату (це характерно для натуралізованих популяцій у Японії, де використовуються солодкі на смак стручки насіння).